# Casa C. Ledyard Blair
La Casa C. Ledyard Blair era una mansión en 2 East 70th Street, en la esquina con Fifth Avenue, en el Upper East Side de Manhattan en la ciudad de Nueva York (Estados Unidos). Fue construido para el banquero C. Ledyard Blair y diseñado por Carrère & Hastings. La casa fue construida entre 1914 y 1917 y ocupaba casi 678 m². Fue vendido y demolido en 1927 para dar paso a un edificio de apartamentos.

## Diseño
La mansión Beaux-Arts, diseñada por Carrère & Hastings, estaba en 2 East 70th Street, en la esquina sureste con Fifth Avenue. La casa daba a los jardines de Henry Clay Frick House en 1 East 70th Street, que también había sido diseñada por Carrère & Hastings. Fue construido por Norcross Brothers a un costo proyectado de entre 150 000 y 200 000 dólares. Lord Electric Company recibió el contrato eléctrico, Norcross Brothers proporcionó la mayoría de las habitaciones y C. Brainard fue ingeniero consultor.
La mansión de 66 habitaciones ocupaba casi 678 m² y medía La fachada estaba hecha de piedra caliza. Las ventanas del segundo piso tenían balcones de hierro. Cuando se completó la casa, tenía una franja de césped en la Quinta Avenida, con dos plátanos. The New York Times lo describió en 1915 como "un excelente ejemplo de buen gusto arquitectónico combinado con los lujos y las comodidades de una casa en la Quinta Avenida".

## Historia
El tramo de la calle 70 entre la Quinta Avenida y la Tercera Avenida, parte de Lenox Hill, estuvo relativamente poco desarrollado hasta la Primera Guerra Mundial. : 351  La mansión de Henry Clay Frick en la esquina noreste de la calle 70 y la Quinta Avenida estimuló el desarrollo de grandes mansiones similares en la calle 70. : 477–478 Antes de que se construyera Blair House, el sitio estaba ocupado por la mansión Josiah M. Fiske, que ocupaba un sitio que medía 10,2 x 53,3 m
Un comprador anónimo adquirió la mansión Fiske de la viuda de Fiske en mayo de 1912 por 750.000 dólares. En septiembre de 1914, se informó que el comprador era C. Ledyard Blair, banquero y gobernador de la Bolsa de Valores de Nueva York. El diseño y los contratos generales se adjudicaron en febrero de 1915. La casa se completó en 1917. Durante la corta existencia de la mansión, los Blair organizaron un almuerzo en 1919 para celebrar el matrimonio de la hija de C. Ledyard Blair, así como otro evento social en 1920.
En 1925, Blair se reunía con el promotor inmobiliario Anthony Campagna para vender su mansión. En ese momento, la Quinta Avenida se estaba desarrollando rápidamente con apartamentos. En enero de 1926, después de solo nueve años, Blair vendió la propiedad a Campagna por 1,25 millones de dólares. La venta, a 1800 dólares/m², fue reportada en The New York Times como "la más alta jamás pagada por pie cuadrado para una propiedad que se utilizará para esta clase de edificio". Derribó la casa a fines de 1926 y principios de 1927, remodelando el sitio con un nuevo edificio de apartamentos de 11 pisos diseñado por Rosario Candela. El nuevo apartamento se completó en 1928. El edificio presentaba un dúplex con su propia entrada privada y dirección, 888 Fifth Avenue, más tarde propiedad de Theodore J. Forstmann.

## Galería

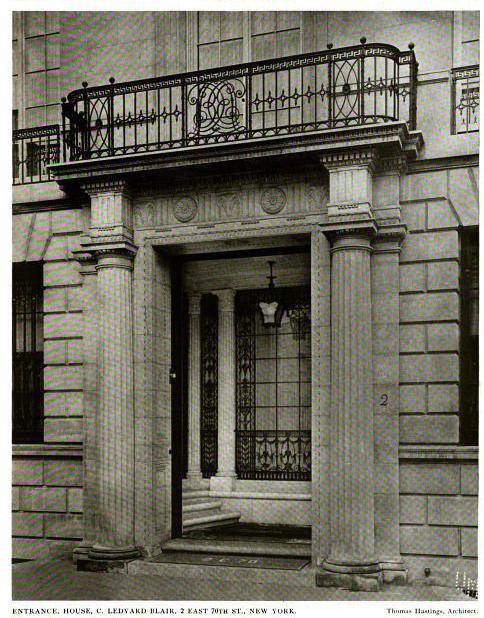
Entrada de la casa
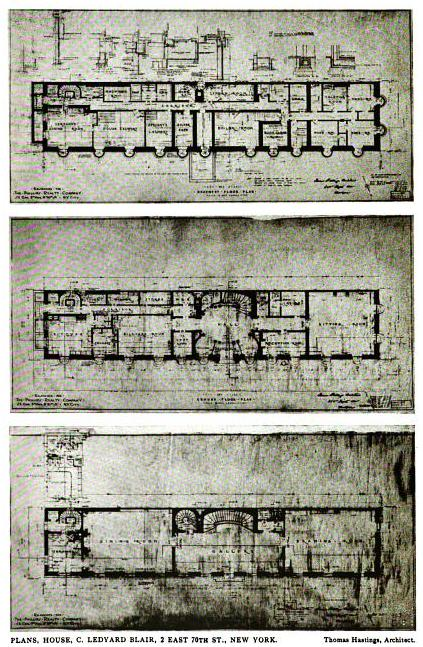
Plano del 1er piso
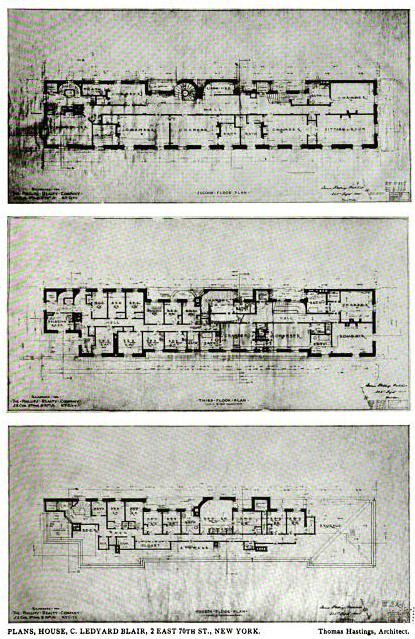
Plano deL 2do piso